# 중추 관용
인간 면역계에서 중추 관용(central tolerance) 또는 음성 선택(negative selection)은 자가 반응성을 가지는 발달 중인 T세포나 B세포를 제거하는 과정이다. 자가 반응성 림프구의 제거를 통해 내성은 면역계가 자가 펩타이드를 공격하지 않도록 한다. 림프구 성숙과 중추관용은 골수나 가슴샘과 같은 일차 림프 기관에서 발생한다. 포유류에서 B세포는 골수에서 성숙하고 T세포는 가슴샘에서 성숙한다.
중추관용은 완벽하지 않으므로 말초관용이 T세포와 B세포가 일단 일차 림프 기관을 떠나고 말초에서 숙주의 자가 조직과 반응하지 않도록 하는 이차 기전으로 존재한다. 중추관용은 발달 중인 면역 세포가 말초로 빠져나오기 전에 일차 림프 기관에서 발생하고, 말초관용은 일차 림프 기관을 빠져나가면 발생한다는 점에서 구별된다.

## 중추관용의 기능
중추관용은 성숙한 B세포와 T세포가 자가 항원을 외래 미생물로 인식하지 못하도록 하기 때문에 적절한 면역 세포 기능에 필수적이다. 보다 구체적으로 T세포 수용체(TCR)와 B세포 수용체(BCR)는 무작위 체세포 재배열을 통해 세포에 의해 만들어지기 때문에 중추 관용이 필요하다. V(D)J 재조합으로 알려진 이 재배열 과정은 림프구 수용체 다양성을 증가시켜 B세포와 T세포가 새로운 항원에 대한 수용체를 가질 가능성을 증가시키기 때문에 중요하다. 접합 다양성은 재조합 중에 발생하며 BCR 및 TCR의 다양성을 더욱 증가시키는 역할을 한다. 무작위 TCR, BCR의 생성은 높은 돌연변이율로 인해 미생물에 대한 중요한 방어 방법이다. 또한 무작위 재배열 과정은 종의 생존에 중요한 역할을 한다. 왜냐하면 종 내의 많은 개체가 각자 다양한 수용체 배열을 가지고, 종의 적어도 한 구성원이 새로운 항원에 대한 수용체를 가질 가능성이 매우 높기 때문이다.
체세포 재조합 과정은 성공적인 면역 방어에 필수적이지만 자가 반응으로 이어질 수 있다. 예를 들어 체세포 재조합에 필요한 효소인 기능적 RAG1/2의 결핍은 환자의 혈액 세포에 대해 항체가 생성되는 면역 혈구감소증의 발병과 관련이 있다. 무작위 수용체 재조합의 특성으로 인해 자기 항원을 외부 항원으로 인식하는 BCR과 TCR이 일부 생성된다. 이 B세포와 T세포가 활성화되면 중추관용 기전에 의해 죽거나 비활성화되지 않으면 자기에 대한 면역 반응을 일으키기 때문에 문제가 된다. 따라서 중추관용이 없으면 면역계가 자신을 공격하여 자가 면역 장애를 유발할 수 있다.

## 중추관용의 기전
관용의 최종 결과는 자가 항원에 반응하지 않지만 무작위로 배열된 수용체에 따라 외래의 비자기 항원을 인식할 수 있는 림프구 집단이다. 림프구는 골수(B세포의 경우)와 가슴샘(T세포의 경우)에 존재하는 항원에 대해서만 관용을 발달시킬 수 있다.

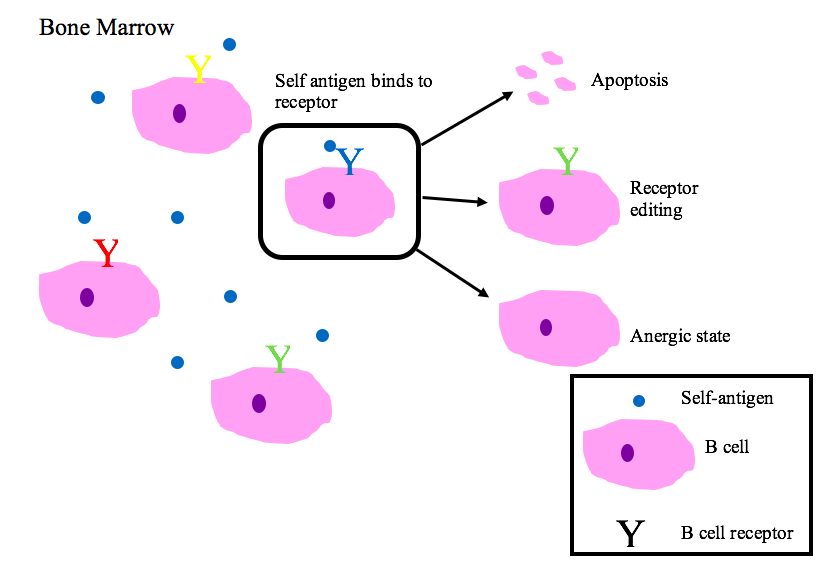
이 그림은 골수에서 B세포가 선택되는 과정을 보여준다.

### B세포 관용
골수의 미성숙 B세포는 자가 펩타이드에 결합할 때 음성 선택을 겪는다.
제대로 기능하는 B세포 수용체는 비자기 항원이나 PAMP를 인식한다.
BCR의 자가 반응의 주요 결과
1. 세포자멸사(클론 결실)
2. 수용체 편집: 자가 반응성 B세포는 유전자를 재배열하여 특이성을 변화시키고 자가 반응하지 않는 새로운 BCR을 발달시킨다. 이 과정은 B 세포가 세포사멸 신호를 받거나 무반응 상태가 되기 전에 BCR을 다시 편집할 기회를 준다.
3. 무반응 유도(항원에 대한 반응이 일어나지 않는 상태)

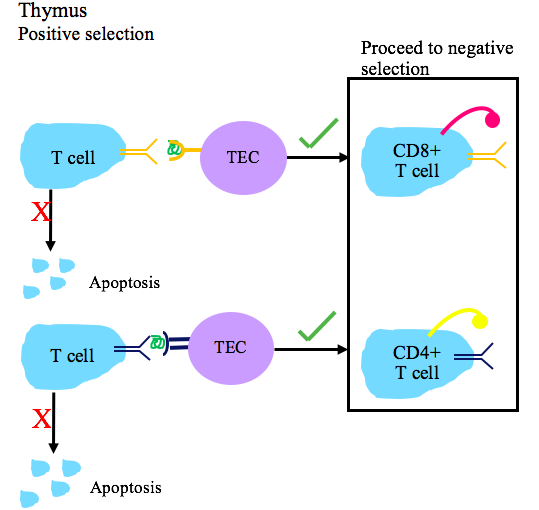
이 그림은 T세포에 대한 양성 선택 과정을 보여준다.

### T세포 관용
T세포 중추관용은 가슴샘에서 발생한다. T세포는 양성 선택과 음성 선택을 겪는다.
T세포 수용체는 결합된 비자기 펩타이드와 함께 자기 주조직 적합성 복합체(MHC) 분자를 인식하는 능력이 있어야 한다.
T세포 관용 단계
1. 양성 선택에서는 펩타이드-MHC 복합체에 결합하는 T세포의 친화력이 확인된다. T 세포가 MHC 클래스 I 또는 MHC 클래스 II 복합체에 결합할 수 없으면 생존 신호를 받지 못하므로 세포 사멸을 통해 T세포가 죽게 된다. 펩타이드-MHC 복합체에 대해 충분한 친화성을 갖는 T세포 수용체가 생존을 위해 선택된다.
  - T세포가 MHC I이나 II에 결합하는지 여부에 따라 각각 CD8+ 또는 CD4+ T세포로 분화한다.
  - 양성 선택은 표면 MHC I와 MHC II 분자를 발현하고 있는 가슴샘 상피 세포의 도움으로 가슴샘 겉질에서 발생한다.

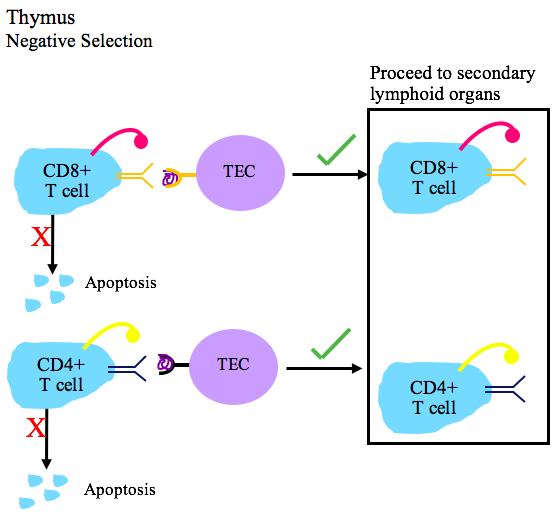
이 그림은 T 세포에 대한 음성 선택 과정을 보여준다.

1. 음성 선택 동안에는 T세포의 자가 반응성(자기 조직에 대한 친화성)이 테스트된다. T세포가 펩타이드에 결합하면 세포자멸사(클론 결실 과정) 신호를 받는다.
  - 가슴샘 상피 세포는 T세포에 대한 자가 항원을 발현하여 자가 친화도를 테스트한다.
  - 전사 조절자 AIRE는 가슴샘 상피 세포에서 자가 조직 항원의 발현에 중요한 역할을 한다.
  - 음성 선택은 겉질-속질 접합부와 가슴샘 속질에서 발생한다.
2. 자가 결합하지 않지만 항원/MHC 복합체를 인식하고 CD4+ 또는 CD8+인 T세포는 성숙한 미접촉 T세포로서 이차 림프 기관으로 이동한다.

조절 T세포는 가슴샘에서 성숙하는 또 다른 유형의 T세포이다. 조절 T세포의 선택은 가슴샘 속질에서 발생하며 FOXP3의 전사를 동반한다. 조절 T세포는 활성화되지 않아야 할 때 면역계를 억제하여 자가 면역을 조절하는 데 중요하다.

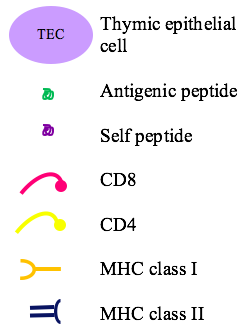
T세포 선택 수치에 대한 범례.

## 중추관용의 결함으로 인한 유전 질환
중추관용의 유전적 결함은 자가 면역으로 이어질 수 있다.
- 자가면역 다발성 내분비병증 증후군 제1형은 인간 유전자 AIRE의 돌연변이로 인해 발생한다. 이로 인해 가슴샘에서 말초 항원의 발현이 부족해져 인슐린과 같은 주요 말초 단백질에 대한 음성 선택이 결핍된다.[6][7] 따라서 여러 자가 면역 증상이 나타난다.

## 중추관용의 역사
중추관용의 첫 번째 발견은 1945년 레이 오웬(Ray Owen)이 쌍둥이 중 한 마리가 다른 쪽의 혈액을 주입받았을 때 이란성 쌍둥이 소가 항체를 생산하지 않는다는 것을 발견했을 때였다. 오웬의 발견은 하세크(Hasek)와 빌링햄(Billingham)의 이후 실험에 의해 확인되었다. 실험의 결과는 버넷(Burnet)의 클론 선택 가설에 의해 설명되었다. 버넷과 메더워(Medawar)는 면역관용이 어떻게 작용하는지 설명한 공로로 1960년 노벨 생리학·의학상을 수상했다.

## 같이 보기
- 자가 면역
- 면역학
- 말초관용
- 클론 선택